# Уилсон, Джузеппе
Джузеппе Уилсон (итал. Giuseppe Wilson; 27 октября 1945, Дарлингтон, Дарем — 6 марта 2022, Рим) — итальянский футболист, игравший на позиции либеро и центрального защитника. По завершении игровой карьеры — спортивный функционер.

## Клубная карьера
Родился 27 октября 1945 года в городе Дарлингтоне, куда после Второй мировой войны переехали родители. Отец Джузеппе — Деннис Уилсон, служащий британской армии, который волей судьбы попал в Неаполь, где встретил будущую жену Лину Ди Франческу. Когда Джузеппе было всего полгода, зима выдалась очень холодной, и молодая мама, которая выросла в теплом климате родного Неаполя, тяжело переживала изнурительные погодные условия, в результате чего на семейном совете было принято решение вернуться в Италию. В неаполитанском районе Вомеро маленький Джузеппе сделал первые шаги в футболе. Сначала родные относились к занятиям спортом как к детской забаве. Пино рос в обеспеченной семье, и родители хотели, чтобы он стал, например, чиновником или адвокатом. Джузеппе пришлось посещать тренировки тайно.
Долго это продолжаться не могло, и в один момент отец подошел к сыну и предложил выбрать: остаться в Италии, продолжать бегать с мячом и быть игроком с туманными перспективами или вернуться в Англию, где ему обеспечена высокая должность в руководящих кругах и дальнейший карьерный рост. Джузеппе выбрал футбол, но все же обещал получить высшее образование. Пино начал играть в «Чирио», в клубе из Серии D. Он отклонил предложение «Лацио», который хотел, чтобы Уилсон воспитывался в его молодёжном составе. Во-первых, Джузеппе был слишком молод и не горел желанием ехать в другой город. Во-вторых, он дал слово, что будет учиться. Вскоре на основе «Чирио» была создана футбольная команда «Интернаполи», цвета которой Пино защищал четыре года. Там он познакомился с Джорджо Киналье. Когда Киналья жил в Уэльсе, ему рекомендовали заниматься регби, но отец Джорджо категорически запретил: «Итальянцы должны играть только в футбол!». В 1969 году Киналья и Уилсон провели отличный сезон за «Интернаполи». Сам клуб сенсационно занял третье место в Серии С и клубу совсем немного не хватило, чтобы подняться в Серию В. В том же году «Лацио» вышел в Серию А, и президент Умберто Лендзини с целью усиления состава клуба выделил деньги на покупку Уилсона и Кинальи, которые вместе перебрались в Рим.
Через несколько лет «бьянкочелести» вылетели из высшей лиги. Вернуть клуб на прежние позиции должен был Томмазо Маэстрелли, тренер с большим опытом работы, который, будучи игроком, надевал капитанскую повязку «Ромы». С поставленной задачей Маэстрелли справился в первый год работы. Он надеялся, что купленные за небольшие деньги Лучано Ре Чеккони, Феличе Пуличи, Серджо Петрелли и Ренцо Гарласкелли помогут команде в борьбе за выживание. Однако в течение всего сезона серии А 1972/73 «Лацио» держался в лидирующей группе и боролся за скудетто. Итог: 3 место и отставание на два очка от чемпиона «Ювентуса». При этом римский клуб пропустил 16 голов в 30 матчах, что стало лучшим показателем среди других команд. Во многом благодаря самоотверженной игре капитана Джузеппе Уилсона и его товарищей по обороне.
В Джузеппе Уилсоне Маэстрелли видел человека, способного на поле объединить всех вокруг себя, за что сделал капитаном именно Пино. В 1974 году «Лацио» завоевал первый в истории клуба скудетто. 12 мая стал одной из самых памятных дат в жизни каждого болельщика клуба. Уже в 6 утра, за 10 часов до матча, у ворот «Стадио Олимпико» накопилось немало народа. Был солнечный день, 80 тысяч постепенно заполнили чашу стадиона. Многим не хватило билетов. Изобретательные лезли с биноклем на верхушки деревьев, чтобы посмотреть, как их команда будет сражаться с «Фоджей». «Лацио» выиграл, решающий гол забил Киналья, ставший с 24 мячами лучшим бомбардиром сезона. После финального свистка в небо голубые шарики подняли щит с итальянским триколором, символ чемпионского титула.
«Лацио» боролся за скудетто и в следующем году, но весной у Маэстрелли врачи обнаружили рак печени, ему определили лечение и положили в клинику. Команда перестала показывать привычную игру. Игроки старались как можно чаще посещать Маэстрелли. Маэстрелли ненадолго вернулся на тренерскую скамью, но болезнь оказалась сильнее. 2 декабря 1976 года Томмазо Маэстрелли умер.
После этого клуб еле спасся от вылета, а потом стал крепким середняком. Джорджо Киналья пытался убедить Уилсона перейти в американский «Нью-Йорк Космос» и Пино поддался на уговоры. В США Уилсон провёл один сезон и стал победителем Североамериканской футбольной лиги, после чего вернулся в «Лацио», отказавшись от высокооплачиваемого контракта с «Нью-Йорк Космос».
Джузеппе Уилсон провёл в составе «Лацио» почти 400 матчей, но 23 марта 1980 года после встречи с «Пескарой» Уилсон с тремя другими игроками «Лацио» (Бруно Джордано, Лионелло Манфредония и Массимо Каччиатори) был арестован. Поводом стала жалоба коммерсанта Массимо Кручани и владельца ресторана Альваро Тринки. Они утверждали, что Тринка контактировал с футболистами «Лацио», которые якобы попросили поставить большие деньги на игры с оговоренным результатом, а выигрыш потом поделить. Однако футболисты обещали один результат, а сыграли совсем по-другому. Друзья разорились и решили рассказать прокуратуре о системе нелегальных ставок.
Игроки «Лацио» отрицали причастность, заявив, что Кручани и Тринка обычные мошенники. Суды общей юрисдикции оправдали подозреваемых. Однако спортивные инстанции вынесли своё заключение, согласно которому Джузеппе Уилсон получил пожизненную дисквалификацию. Её потом сократили до трёх лет, но Уилсон больше ни разу не надел футболку «Лацио» и ушёл из футбола.

## Выступления за сборную
26 февраля 1974 года дебютировал в официальных матчах в составе национальной сборной Италии в товарищеской игре против сборной ФРГ (0:0).
В составе сборной был участником чемпионата мира 1974 года в ФРГ, на котором сыграл в двух матчах, но Италия не смогла выйти из группы.
В течение карьеры в национальной команде, которая длилась всего 3 года, провёл в форме главной команды страны лишь 3 матча.

## Статистика выступлений

### Статистика клубных выступлений
| Сезон                  | Команда                | Чемпионат              | Чемпионат | Чемпионат | Национальный кубок | Национальный кубок | Национальный кубок | Континентальные кубки | Континентальные кубки | Континентальные кубки | Другие соревнования | Другие соревнования | Другие соревнования | Всего | Всего |
| Сезон                  | Команда                | Лига                   | Игр       | Голов     | Лига               | Игр                | Голов              | Турнир                | Игр                   | Голов                 | Лига                | Игр                 | Голов               | Игр   | Голов |
| ---------------------- | ---------------------- | ---------------------- | --------- | --------- | ------------------ | ------------------ | ------------------ | --------------------- | --------------------- | --------------------- | ------------------- | ------------------- | ------------------- | ----- | ----- |
| 1962-63                | «Чирио»                | D                      | ?         | ?         | -                  | -                  | -                  | -                     | -                     | -                     | -                   | -                   | -                   | ?     | ?     |
| 1963-64                | «Чирио»                | D                      | ?         | ?         | -                  | -                  | -                  | -                     | -                     | -                     | -                   | -                   | -                   | ?     | ?     |
| Всего за «Чирио»       | Всего за «Чирио»       | Всего за «Чирио»       | 18        | 0         | -                  | -                  | -                  | -                     | -                     | -                     | 18                  | 0                   |                     |       |       |
| 1964-65                | «Интернаполи»          | D                      | 0         | 0         | -                  | -                  | -                  | -                     | -                     | -                     | -                   | -                   | -                   | 0     | 0     |
| 1965-66                | «Интернаполи»          | D                      | 18        | 0         | -                  | -                  | -                  | -                     | -                     | -                     | -                   | -                   | -                   | 18    | 0     |
| 1966-67                | «Интернаполи»          | D                      | 34        | 0         | -                  | -                  | -                  | -                     | -                     | -                     | -                   | -                   | -                   | 34    | 0     |
| 1967-68                | «Интернаполи»          | C                      | 34        | 0         | -                  | -                  | -                  | -                     | -                     | -                     | -                   | -                   | -                   | 34    | 0     |
| 1968-69                | «Интернаполи»          | C                      | 38        | 0         | -                  | -                  | -                  | -                     | -                     | -                     | -                   | -                   | -                   | 38    | 0     |
| Всего за «Интернаполи» | Всего за «Интернаполи» | Всего за «Интернаполи» | 124       | 0         | -                  | -                  | -                  | -                     | -                     | -                     | 124                 | 0                   |                     |       |       |
| 1969-70                | «Лацио»                | A                      | 28        | 0         | КИ                 | 1                  | 0                  | -                     | -                     | -                     | -                   | -                   | -                   | 29    | 0     |
| 1970-71                | «Лацио»                | A                      | 29        | 0         | КИ                 | 3                  | 0                  | КЯ                    | 2                     | 0                     | -                   | -                   | -                   | 34    | 0     |
| 1971-72                | «Лацио»                | B                      | 38        | 0         | КИ                 | 10                 | 0                  | -                     | -                     | -                     | -                   | -                   | -                   | 48    | 0     |
| 1972-73                | «Лацио»                | A                      | 30        | 0         | КИ                 | 4                  | 0                  | -                     | -                     | -                     | -                   | -                   | -                   | 34    | 0     |
| 1973-74                | «Лацио»                | A                      | 30        | 1         | КИ                 | 8                  | 0                  | КУЕФА                 | 4                     | 0                     | -                   | -                   | -                   | 42    | 1     |
| 1974-75                | «Лацио»                | A                      | 30        | 0         | КИ                 | 4                  | 0                  | -                     | -                     | -                     | -                   | -                   | -                   | 34    | 0     |
| 1975-76                | «Лацио»                | A                      | 28        | 1         | КИ                 | 10                 | 1                  | КУЕФА                 | 3                     | 0                     | -                   | -                   | -                   | 41    | 2     |
| 1976-77                | «Лацио»                | A                      | 29        | 1         | КИ                 | 4                  | 0                  | -                     | -                     | -                     | -                   | -                   | -                   | 33    | 1     |
| 1977-78                | «Лацио»                | A                      | 30        | 1         | КИ                 | 4                  | 0                  | КУЕФА                 | 3                     | 1                     | -                   | -                   | -                   | 37    | 2     |
| 1978                   | «Нью-Йорк Космос»      | ПАФЛ                   | 16        | 0         | -                  | -                  | -                  | -                     | -                     | -                     | -                   | -                   | -                   | 16    | 0     |
| 1978-79                | «Лацио»                | A                      | 29        | 2         | КИ                 | 4                  | 0                  | -                     | -                     | -                     | -                   | -                   | -                   | 33    | 2     |
| 1979-80                | «Лацио»                | A                      | 23        | 0         | КИ                 | 6                  | 0                  | -                     | -                     | -                     | -                   | -                   | -                   | 29    | 0     |
| Всего за «Лацио»       | Всего за «Лацио»       | Всего за «Лацио»       | 324       | 6         | 58                 | 1                  | 12                 | 1                     | -                     | -                     | 394                 | 8                   |                     |       |       |
| Всего за карьеру       | Всего за карьеру       | Всего за карьеру       | 482       | 6         | 58                 | 1                  | 12                 | 1                     | -                     | -                     | 552                 | 8                   |                     |       |       |

## Титулы и достижения
- Чемпион Италии:

«Лацио»: 1973/74
- Победитель Североамериканской футбольной лиги:

«Нью-Йорк Космос»: 1978

## Ссылка
- Статистика выступлений за сборную на сайте Федерации футбола Италии. (итал.)
- Данные об игроке в «Энциклопедии футбола». (итал.)